# 아키요시 다이스케
아키요시 다이스케(일본어: 秋吉 泰佑, 1989년 4월 18일 ~ )는 일본의 축구 선수이다.

## 구단 경력
과거 방포레 고후, 파지아노 오카야마에서 활동하였다.